# 楊光友
楊光友（1957年9月20日—），早期臺灣電視男演員，台北演藝經紀文化交流協會榮譽理事長，在演藝圈與政商名流交友甚廣，並跨足兩岸經商。

## 生平

### 早年生活
曾是電視劇小生，因20多年前因意外傷及右臉，從此逐漸淡出螢光幕，並開始試圖跨足商業界，投資兩岸合拍的電影與電視劇。

### 家庭背景
來自外省家庭，兄長楊光南曾經是四海幫代理幫主。
楊光友與前妻張正藍育有兩子。

### 投資事業
2003年，楊光友從鴻禧集團董事長張秀政手中，低價接手北京的鴻禧高爾夫球場。2011年，受TVBS新聞台記者採訪，表示投資了百坪豪宅。

### 人際交往
2001年8月17日，因壹周刊揭露藝人私生活，楊光友率領演藝業職業工會，並與時任臺北市議員龐建國一起到臺北市議會發起「拒買、拒賣壹周刊，演藝人員拒絕採訪」聲明。
2004年1月5日，楊光友率領演藝業職業工會，前往中國國民黨中央黨部，表態支持連戰與宋楚瑜。3月27日，楊光友率領30多位資深藝人，張俐敏、劉明、錢璐、石雋、劉麗麗、苗天、李慧慧、蔡慧華等人前往中正紀念堂抗議三一九槍擊事件。同年6月，楊光友被政壇藝人柯俊雄爆料，楊光友負責邀請香港藝人成龍參加3月29日的臺灣臺北連宋總統選舉造勢晚會；但楊光友表示，成龍沒有最後確定來不來。
2004年8月，楊光友原本有意參選2004年中華民國立法委員選舉，但因為吳宗憲的關係，楊光友決定退選。
2006年8月，與其他藝人投入百萬人民倒扁運動。同年9月28日，前往參加葛香亭90歲壽誕活動，楊光友也高喊：「阿扁下台，宋主席（宋楚瑜）加油！」。年底時，卸任演藝業職業工會理事長。
2009年9月，召開記者會，宣布回去參選演藝業職業工會理事長。
2011年9月，接受媒體採訪，批評臺灣某些男藝人躲避兵役。
2012年6月，因吳宗憲積欠鼎立集團吸金案，楊光友集資新臺幣2,000萬元出手相救。
2014年1月，順利連任台灣演藝人協會理事長第2屆。
2015年6月，表態支持洪秀柱。

### 參觀北京展覽館
2009年10月1日，北京舉行首都各界庆祝中华人民共和国成立60周年大会，楊光友受邀前往北京展览馆參觀「中華人民共和國成立60週年成就展」，楊光友表示：「看看大陸的軍力強大，我覺得是中國人與有榮焉啊！」。

### 批評年輕人會亡國亡黨亡臺灣
2016年12月30日，在「朱立倫與演藝界有約」的活動中，批評民主進步黨競選廣告「跟著孩子走」、李登輝、陳水扁及反高中課綱微調運動，楊光友表示：「年輕人懂個屁啊！跟著年輕人走，我們亡國亡黨亡臺灣啊！」，引起了軒然大波。

## 影視作品

### 電視劇
| 年份   | 頻道 | 劇名               | 飾演   |
| ------ | ---- | ------------------ | ------ |
| 1982年 | 華視 | 《守著陽光守著你》 | 鴨子   |
| 1983年 | 華視 | 《江南遊龍》魚翠孃 | 杜友   |
| 1983年 | 華視 | 《透明光》《天人》 | 衛斯理 |
| 1984年 | 華視 | 《天外金球》       | 衛斯理 |
| 1984年 | 華視 | 《天蠶再變》       | 劉瑾   |
| 1984年 | 華視 | 《鐵劍蘭花鷹》     | 楚天中 |
| 1985年 | 華視 | 《愛情慢跑》       | 趙大維 |
| 1985年 | 華視 | 《無情荒地有情天》 | 方傑   |
| 1986年 | 華視 | 《楊貴妃》         | 林國棟 |
| 1987年 | 華視 | 《棋中奇》         |        |
| 1987年 | 華視 | 《風蕭蕭》         | 錢三忘 |
| 1988年 | 華視 | 《京華煙雲》       | 姚體仁 |
| 1989年 | 華視 | 《不了情》         | 焦富生 |
| 1990年 | 華視 | 《追妻三人行大運》 | 嚴偉俊 |
| 1990年 | 台視 | 《郵差三度來按鈴》 | 林陽   |
| 1993年 | 華視 | 《包青天》         | 趙王   |

### 電影
| 年份   | 片名               | 飾演 | 編劇 | 導演   |
| ------ | ------------------ | ---- | ---- | ------ |
| 1981年 | 《九月鷹飛》       |      | 古龍 | 王瑜   |
| 1983年 | 《小妹小子牛仔褲》 |      |      | 歐陽俊 |
| 1985年 | 《霹靂情》         |      | 黃霑 | 張徹   |

## 外部連結
- 楊光友在互联网电影资料库（IMDb）上的資料（英文）
- 楊光友在香港影庫上的簡介